# 205 v. Chr.
Portal Geschichte | Portal Biografien | Aktuelle Ereignisse | Jahreskalender | Tagesartikel

◄ |
4. Jahrhundert v. Chr. |
3. Jahrhundert v. Chr. |
2. Jahrhundert v. Chr. |
►

◄ | 220er v. Chr. | 210er v. Chr. | 200er v. Chr. | 190er v. Chr. |
180er v. Chr. |
►

◄◄ | ◄ | 208 v. Chr. | 207 v. Chr. | 206 v. Chr. | 205 v. Chr. |
204 v. Chr. |
203 v. Chr. |
202 v. Chr. |
► |
►►
Staatsoberhäupter

## Ereignisse

### Zweiter Punischer Krieg

Verlauf des Zweiten Punischen Krieges 218–202 v. Chr.

- Die Römer erkennen im Frieden von Phoinike die Vormachtstellung der Makedonier in Griechenland an (Ergebnis des ersten Makedonisch-Römischen Krieges).
- Die Römer vertreiben die Karthager von der Iberischen Halbinsel.
- Der ostnumidische König Massinissa wechselt die Fronten und unterstützt Rom, weil Sophonisbe mit seinem westnumidischen Rivalen Syphax verheiratet wird. Syphax vertreibt Massinissa aus Ostnumidien.

### Ägypten
- Der Tod des ägyptischen Pharaos Ptolemaios IV. wird von seinen Ministern Agathokles und Sosibios fast ein Jahr lang verheimlicht. Sein Sohn Ptolemaios V. ist erst knapp fünf Jahre alt. Inzwischen lässt sich der aufständische Harwennefer zum Gegenkönig erheben und herrscht über weite Teile des Reiches.

## Gestorben
- Indibilis, Häuptling der Ilergeten